# La Foye-Monjault
La Foye-Monjault és un municipi francès situat al departament de Deux-Sèvres i a la regió de la Nova Aquitània. L'any 2007 tenia 745 habitants.

## Demografia

### Població
El 2007 la població de fet de La Foye-Monjault era de 745 persones. Hi havia 292 famílies de les quals 68 eren unipersonals (32 homes vivint sols i 36 dones vivint soles), 96 parelles sense fills, 112 parelles amb fills i 16 famílies monoparentals amb fills.
La població ha evolucionat segons el següent gràfic:
Habitants censats

### Habitatges
El 2007 hi havia 348 habitatges, 299 eren l'habitatge principal de la família, 20 eren segones residències i 28 estaven desocupats. 347 eren cases i 1 era un apartament. Dels 299 habitatges principals, 261 estaven ocupats pels seus propietaris, 37 estaven llogats i ocupats pels llogaters i 1 estava cedit a títol gratuït; 4 tenien una cambra, 10 en tenien dues, 35 en tenien tres, 59 en tenien quatre i 191 en tenien cinc o més. 235 habitatges disposaven pel capbaix d'una plaça de pàrquing. A 99 habitatges hi havia un automòbil i a 172 n'hi havia dos o més.

### Piràmide de població
La piràmide de població per edats i sexe el 2009 era:
| Homes | Edats   | Dones |
| ----- | ------- | ----- |
| 0     | 95 o +  | 0     |
| 0     | 90 a 94 | 8     |
| 4     | 85 a 89 | 8     |
| 4     | 80 a 84 | 16    |
| 16    | 75 a 79 | 12    |
| 20    | 70 a 74 | 16    |
| 28    | 65 a 69 | 24    |
| 24    | 60 a 64 | 12    |
| 24    | 55 a 59 | 20    |
| 12    | 50 a 54 | 8     |
| 48    | 45 a 49 | 32    |
| 20    | 40 a 44 | 20    |
| 32    | 35 a 39 | 36    |
| 20    | 30 a 34 | 8     |
| 8     | 25 a 29 | 8     |
| 8     | 20 a 24 | 24    |
| 20    | 15 a 19 | 24    |
| 20    | 10 a 14 | 32    |
| 16    | 5 a 9   | 16    |
| 16    | 0 a 4   | 4     |

## Economia
El 2007 la població en edat de treballar era de 477 persones, 371 eren actives i 106 eren inactives. De les 371 persones actives 338 estaven ocupades (185 homes i 153 dones) i 32 estaven aturades (12 homes i 20 dones). De les 106 persones inactives 32 estaven jubilades, 38 estaven estudiant i 36 estaven classificades com a «altres inactius».

### Ingressos
El 2009 a La Foye-Monjault hi havia 314 unitats fiscals que integraven 789,5 persones, la mediana anual d'ingressos fiscals per persona era de 17.929 €.

### Activitats econòmiques
Dels 9 establiments que hi havia el 2007, 6 eren d'empreses de construcció, 1 d'una empresa d'hostatgeria i restauració, 1 d'una empresa d'informació i comunicació i 1 d'una entitat de l'administració pública.
Dels 7 establiments de servei als particulars que hi havia el 2009, 1 era un paleta, 2 fusteries, 1 lampisteria, 1 electricista, 1 empresa de construcció i 1 restaurant.
L'any 2000 a La Foye-Monjault hi havia 19 explotacions agrícoles que ocupaven un total de 1.391 hectàrees.

## Equipaments sanitaris i escolars
El 2009 hi havia una escola elemental integrada dins d'un grup escolar amb les comunes properes formant una escola dispersa.

## Poblacions més properes
El següent diagrama mostra les poblacions més properes.